# 27590 Koarimatsu
27590 Koarimatsu este o planetă minoră (asteroid), cu un diametru de 12,891 km, din centura de asteroizi. A fost descoperită pe 30 decembrie 2000 la Stația Anderson Mesa de Lowell Observatory Near-Earth-Object Search și a fost numită după Ko Arimatsu⁠(d). 
Obiectul prezintă o orbită caracterizată de o semiaxă mare de 3,191291 UAi, o excentricitate de 0,11, o înclinație de 23,27425 ° în raport cu ecliptica.